# Víctor Joy Way
Víctor Dionisio Joy Way Rojas (Huánuco, 10 de marzo de 1945) es un ingeniero y político peruano. Fue congresista de la república en dos periodos y, durante el gobierno de Alberto Fujimori, ejerció como presidente del Consejo de Ministros, ministro de Economía y ministro de Industria. Fue también presidente del Congreso y congresista constituyente.

## Biografía
Nació en la ciudad de Huánuco el 10 de marzo de 1945.
Estudió la carrera de Ingeniería Industrial en la Universidad Nacional de Ingeniería y obtuvo una maestría en Planificación para el Desarrollo en la Escuela Superior de Administración Pública (lESAP-ILPES). Luego estudió un máster en Economía por la Williams College y participó del Advanced Management Program (AMP153) de la Escuela de negocios de Harvard.
Ha sido director general de Comercio Exterior así como de Negocios Internacionales, consultor de la Organización de las Naciones Unidas y de la Organización de los Estados Americanos, en temas de comercio exterior. Fue jefe del Plan Andino de Promoción de exportaciones en la Junta del Acuerdo de Cartagena y presidente de empresas de comercio exterior y finanzas.

## Vida política

### Ministro de Industria
El 15 de febrero de 1991, Joy Way fue nombrado como el segundo ministro de Industria, Turismo, Integración y Negociaciones Comerciales Internacionales en el gobierno de Alberto Fujimori, en reemplazo de Guido Pennano.
Permaneció en el cargo hasta el 28 de agosto de 1993, cuando fue reemplazado por Alfonso Bustamante.

### Congresista constituyente
Luego del autogolpe de Estado el 5 de abril de 1992, se decidió a convocar a elecciones parlamentarias para la creación de un Congreso Constituyente Democrático. Joy Way postuló en la lista de candidatos de la alianza fujimorista Cambio 90-Nueva Mayoría y resultó elegido, con 64 637 votos, para el periodo 1992-1995.
Durante su labor en el Congreso Constituyente Democrático, fue elegido como segundo vicepresidente de la Mesa Directiva en 1994. También ejerció como presidente de la Comisión de Relaciones Exteriores y miembro de la Comisión Constitucional presidida por Carlos Torres y Torres Lara.

### Congresista de la república
Para la convocatoria a elecciones parlamentarias para el año 1995, Joy Way postuló nuevamente al Congreso de la República por la lista Cambio 90-Nueva Mayoría y resultó ser el segundo más votado con 202 110 votos para el periodo parlamentario 1995-2000.
En este periodo parlamentario, se desempeñó como primer vicepresidente de la Mesa Directiva presidida por Martha Chávez de 1995 a 1996, presidente de la Comisión de Relaciones Exteriores y en la Comisión de Economía.

### Presidente del Congreso
El 26 de julio de 1996, fue presentado por el oficialismo como su candidato a la presidencia del Congreso de la República, compitiendo junto con la opositora Graciela Fernández-Baca, de Unión por el Perú. Culminando la elección, Joy Way resultó elegido como presidente del Congreso para el lapso 1996-1997. Fue nuevamente elegido para el periodo 1998-1999 en reemplazo de Carlos Torres y Torres Lara.
Durante su gestión, es recordado por la destitución a los magistrados del Tribunal Constitucional tras su posición de estos en contra de la segunda reelección de Alberto Fujimori.

### Presidente del Consejo de Ministros y ministro de Economía
El 3 de enero de 1999, Joy Way fue nombrado como el nuevo presidente del Consejo de Ministro y también como ministro de Economía por Alberto Fujimori.
Permaneció en ambos cargos hasta octubre de 1999.
Joy Way volvió a postular al Congreso de la República en las elecciones parlamentarias de 2000 por la alianza oficialista Perú 2000. Logró ser reelegido, con 103 449 votos, para el periodo parlamentario 2000-2005.
Aquí presidió nuevamente la Comisión de Economía.
En noviembre de 2000, tras la publicación de los vladivideos y la renuncia de Alberto Fujimori a la presidencia de la república mediante un fax, su cargo parlamentario fue reducido hasta el 2001, cuando se convocaron a nuevas elecciones generales.

## Acusaciones
Luego de la renuncia de Alberto Fujimori y su destitución en el 2000, las investigaciones en torno a la acusación de corrupción fujimorista empezaron a realizarse. Tras una minuciosa investigación que involucró a una exinformante de la Administración de Control de Drogas (DEA), el 5 de septiembre de 2001 Joy Way fue encarcelado por el caso de las millonarias comisiones que recibió por las ventas que empresas chinas hicieron al Perú. Fue acusado de enriquecimiento ilícito, asociación ilícita, patrocinio incompatible de intereses privados y receptación.
Después de un dilatado proceso judicial que duró siete años, se le condenó por defraudación tributaria, referente a sus cuentas de ahorros en Suiza que no fueron declaradas oportunamente ante la Superintendencia Nacional de Aduanas y de Administración Tributaria (Sunat).
La razón por la que no fue declarado culpable del delito de lavado de activos fue porque en la época que recibió y transfirió el dinero todavía no se había tipificado dicho ilícito penal. La sentencia estableció que si bien Joy Way recibió unos 15 millones de dólares de seis empresas chinas, entre abril de 1999 y 2001, en un veredicto anterior, se definió que, por lo menos, un poco más de un millón de dólares tenían procedencia ilícita.
La Fiscalía acusaba a Joy Way de lavado de activos al descubrir que entre enero y febrero de 2008 transfirió desde un fideicomiso en un banco suizo 2,99 millones de euros a un cuenta en Austria a nombre de Alfred Dauber y Shimona Rosman, y como beneficiaria a su esposa, Liliana Troncoso. Joy Way justificó que abandonó la vida política del Perú hace más de veinte años.
Los jueces de la Sala Penal Nacional consideraron que el dinero salió de los 14 millones que la sentencia anterior consideró lícitos, además que el delito de lavado de activos recién se estableció en el 2012, por lo que procedió a absolver a ambos acusados. La Fiscalía apeló en cuanto a su participación en el autogolpe del 5 de abril de 1992 (momento en el que se desempeñaba como ministro de Industria y Turismo), se le consideró cómplice secundario del delito de rebelión, por lo que recibió la sentencia de cuatro años de prisión suspendida. Después de siete años de cárcel efectiva, salió en libertad en septiembre de 2008.